# Carillon (batteria di campane)
Il carillon (pronuncia francese: [kaʁiˈjɔ̃]) è uno strumento musicale idiofono costituito da una batteria di campane, spesso installato su una torre campanaria di una chiesa o di un municipio. Lo strumento consiste di diverse campane di bronzo che formano una scala cromatica completa (ad eccezione eventualmente delle tre campane più gravi), consentendo tramite opportuni meccanismi di controllo di suonare linee melodiche e accordi; i carillon da concerto hanno un numero elevato di campane, solitamente più di 40, e coprono almeno quattro ottave di estensione. Il meccanismo manuale tradizionale impiega una tastiera e una pedaliera azionate dall'esecutore (chiamato carillonneur), che tramite una serie di leve e cavi muovono i battenti metallici che colpiscono le campane con forza proporzionale a quella usata dal musicista sul tasto o pedale. Molti strumenti sono anche provvisti di un meccanismo ad orologeria che permette di suonare in maniera automatica delle musiche preimpostate, usato spesso per scandire le ore.
Il termine carillon viene usato in lingua italiana per riferirsi anche ad un altro strumento idiofono a pizzico, noto in francese come boîte à musique e in inglese come music box. 
In lingua tedesca il carillon di campane viene anche chiamato Glockenspiel, termine usato anche per riferirsi ad un differente strumento idiofono.

## Caratteristiche

### Campane

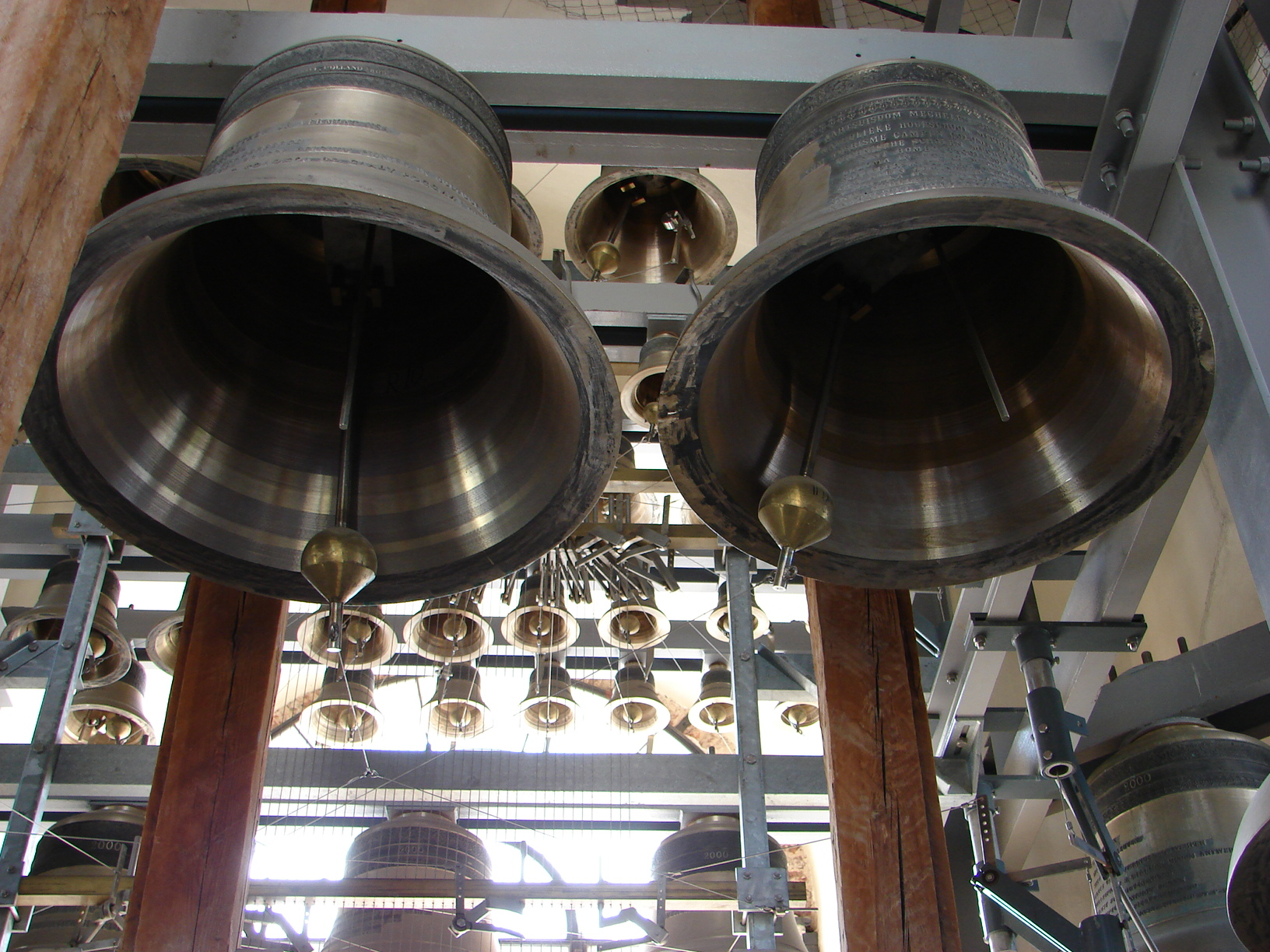
Campane del carillon della Cattedrale dei Santi Pietro e Paolo di San Pietroburgo

Ogni nota è prodotta da una campana, quindi l'estensione dello strumento è legata al numero di campane, che non è standard e varia a seconda del costo e delle dimensioni dello strumento, in proporzione alla disponibilità di spazio e alla capacità economica del committente. Un carillon che ha tra le 23 e le 27 campane è detto "a due ottave", mentre un carillon "da concerto" ha almeno 47 campane (4 ottave). Gli strumenti moderni hanno tipicamente l'intera scala cromatica e non meno di 55 campane (grand carillon). Non esiste un'accordatura standard e gli strumenti possono essere traspositori, specie quelli antichi, mentre i moderni strumenti nordamericani sono solitamente non traspositori.
Lo strumento è molto ingombrante e pesante, tra le due e le quaranta tonnellate: le campane possono pesare da soli 8-12 kg l'una per le più acute fino a diverse tonnellate l'una per i bordoni. Si distinguono "carillon pesanti", che hanno il tasto do più grave collegato ad una campana che suona un do e pesa almeno 2,2 t, e "carillon leggeri", che hanno il tasto do più grave collegato ad una campana che suona un sol e pesa non oltre 650 kg. I carillon pesanti hanno un suono reso ricco dall'ampia escursione dinamica e dal lungo riverbero, mentre i carillon leggeri hanno minore espressività in questo senso, ma un suono più brillante. Il suono è influenzato anche dalle caratteristiche della camera campanaria: una camera chiusa (che abbia non oltre il 30% di superficie aperta) è un buon risonatore e si presta bene soprattutto per i carillon pesanti, esaltandone l'omogeneità sonora.
Esistono anche piccoli strumenti che non sono installati stabilmente in un edificio ma possono essere trasportati. Le campane male accordate suonano stonate, e una simile campana può essere stonata anche quando suonata da sola, in quanto ha forti armonici.

### Tastiera e meccanica

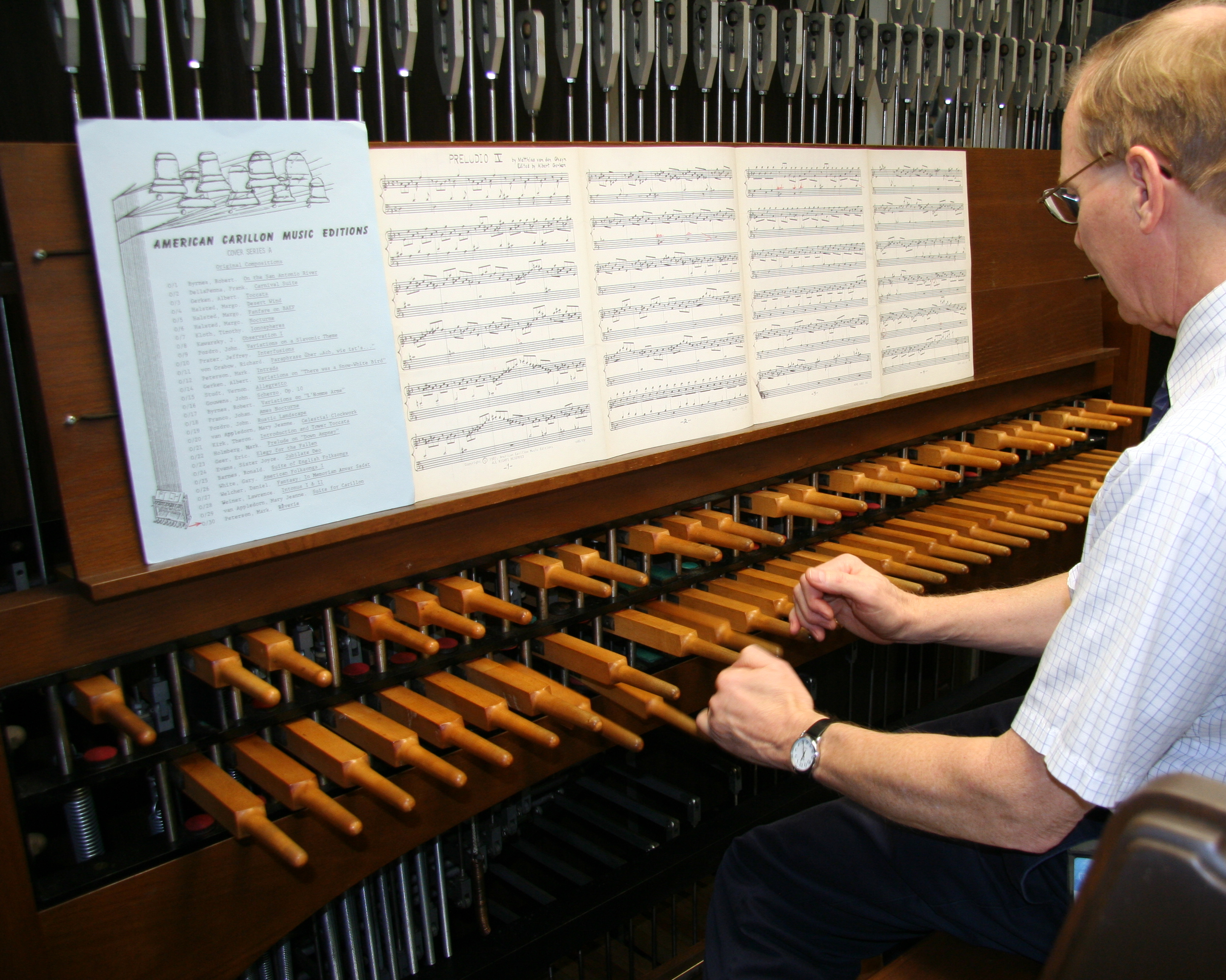
Manuale del carillon a 56 campane del Plummer Building a Rochester (Minnesota)

La tastiera del carillon è disposta con lo stesso schema di una tastiera da pianoforte, ma è costituita da tasti ben più grossi e distanziati, realizzati tipicamente in frassino. Oltre alla tastiera, la consolle è munita usualmente anche di una pedaliera. La musica è scritta tipicamente su due righi, con le note del manuale in chiave di violino e quelle della pedaliera in chiave di basso. I tasti mettono in tensione un cavo d'acciaio che corre in verticale, il quale aziona una leva che a sua volta tira un cavo orizzontale collegato al battente, che colpisce la campana con forza proporzionale a quella impressa dal musicista sul tasto o pedale. Essendo i cavi piuttosto lunghi, la dilatazione termica al variare della temperatura stagionale ha una influenza non trascurabile, e viene compensata tramite delle chiavi poste nella consolle, sopra la tastiera.
I battenti sono tipicamente in bronzo, ghisa o ferro battuto e contribuiscono tra il 3% (gravi) e il 6% (acute) del peso finale della campana. Anche il loro peso e il materiale costituente influiscono sul timbro finale dello strumento. Poiché i battenti hanno peso diverso, questo viene usualmente bilanciato con delle molle, che sono in tensione nella direzione del movimento del battente nel caso dei più pesanti, addolcendo la forza necessaria, o in direzione opposta nel caso dei battenti più leggeri, per rendere più consistente la forza necessaria e facilitando il rilascio rapido del battente, per non smorzare la campana. Le molle aiutano anche i battenti a tornare rapidamente al loro posto al rilascio, permettendo la ripetizione rapida delle note.
I carillon europei hanno tipicamente una tastiera che va dal si♭ al do quattro ottave sopra, e una pedaliera che va dal si♭ al sol un'ottava sopra. Nei carillon nordamericani la campana più grave è di solito in sol (circa 6 t per gli strumenti moderni) e la pedaliera va dal sol al do due ottave sopra. Anche il design dei moderni strumenti nordamericani differisce da quelli europei, con i primi che solitamente hanno una corsa dei tasti minore e una pedaliera disposta a raggiera concava. A differenza del pianoforte, i tasti vengono premuti dal carillonneur con il pugno e non con le singole dita (che sul carillon è invece una tecnica particolare di uso limitato). Gli intervalli non più ampi di una quarta vengono presi con una sola mano, con il pollice sulla nota più grave e indice e medio insieme sulla più acuta nel caso della mano destra, l'opposto per la mano sinistra. I pedali vengono premuti con la parte anteriore del piede.

### Meccanismi automatici
Tradizionalmente i carillon installati nelle torri campanarie sono usati per scandire il trascorrere del tempo, anche se tale uso varia a seconda delle differenti aree geografiche. In Europa i carillon sono solitamente muniti di meccanismi automatici programmabili che assolvono a tale compito: nei Paesi Bassi e in Belgio la tradizione prevede di cambiare frequentemente la melodia impiegata, mentre in Francia o Gran Bretagna tipicamente le stesse melodie vengono impiegate immutate per anni. Al contrario, negli Stati Uniti d'America i carillon solitamente non sono muniti meccanismi di rintocco automatico.
I meccanismi automatici di solito usano dei martelli che colpiscono la superficie esterna della campana. Le meccaniche tradizionali sono analoghe al carillon a pizzico, impiegando un cilindro rotante sul quale sono praticate file equidistanti di fori, dove ogni fila corrisponde alle note suonate in un determinato istante temporale e ha un foro per ogni nota. La melodia viene impostata fissando dei pioli entro i fori, in posizione opportuna: quando il cilindro ruota, i pioli azionano delle leve che muovono i martelli sulle campane. Verso la metà del XX secolo sono stati introdotti nuovi meccanismi elettrici, con i martelli azionati da elettromagneti, che consentono un controllo più preciso ma hanno un suono tipicamente più aggressivo rispetto alla trasmissione meccanica. I primi sistemi impiegavano dei nastri perforati per la registrazione delle melodie, progressivamente sostituiti da sistemi MIDI.

## Impiego e repertorio

### XVII-XIX secolo
Il repertorio per carillon fino al termine del Seicento era quasi esclusivamente di natura sacra. Lo strumento veniva usato per suonare, manualmente o automaticamente, musica da una a tre parti, anche se le fonti superstiti in merito del XVII secolo sono abbastanza limitate. Sopravvivono un libro scritto a Bruxelles da Theodoor de Sany nel 1648 e uno scritto a Gand da Philippus Wyckaert nel 1681, che illustrano la disposizione dei pioli per le musiche da riprodurre. A partire dal XVIII secolo in area cattolica si è progressivamente fatta strada la musica profana per carillon, mentre l'area protestante è rimasta più a lungo legata all'esecuzione di musica sacra.
Sono tuttora conservati diversi libri di musica per carillon del XVIII secolo, contenenti prevalentemente musica di danza, trascrizioni dal clavicembalo, motivi tradizionali e musiche civiche per cerimonie pubbliche. I carillonneur erano infatti soliti attingere il loro repertorio dalla musica popolare e da danza, spesso sotto forma di variazioni precedute da un preludio. Essendo infatti il carillon uno strumento di collocazione prevalentemente pubblica, l'opportuno arrangiamento di motivi popolari e temi ben noti è stato da sempre (e rimane ancora oggi) un aspetto fondamentale nella professione del carillonneur. Nel corso del XIX secolo il mutamento della moda musicale si riflette anche sulla musica per carillon, e i temi popolari sono principalmente sostituiti da arrangiamenti di arie d'opera.

### XX-XXI secolo

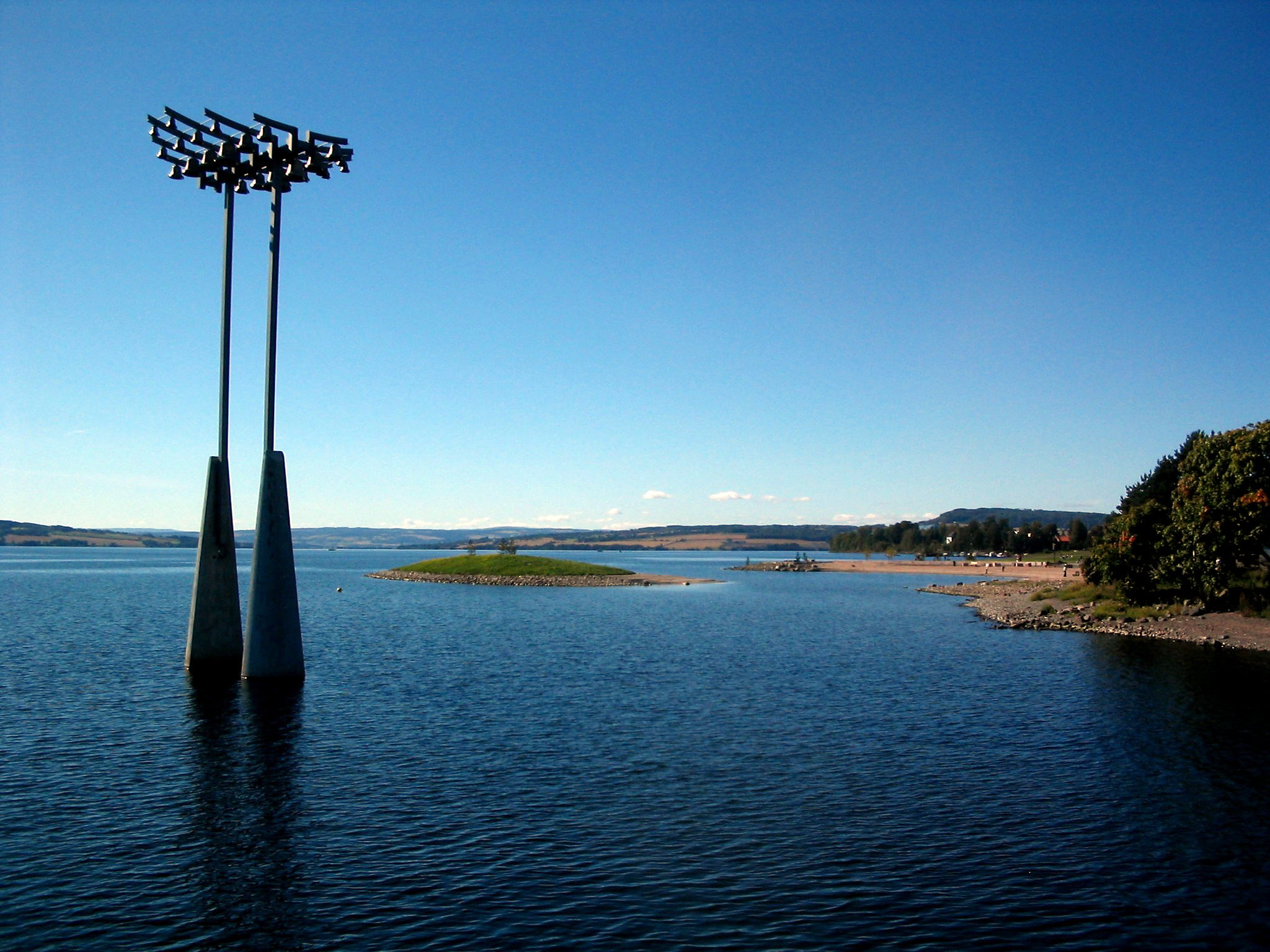
Carillon nel lago Mjøsa, in Norvegia

Per secoli la musica per carillon era principalmente funzionale o frutto di trascrizioni. La prima testimonianza nota di musica idiomatica per carillon è una raccolta di undici preludi (1755) di Matthias Vanden Gheyn, carillonneur al municipio di Lovanio, ma il repertorio idiomatico per carillon si è sviluppato concretamente solo nel corso del XX secolo. Gli aspetti acustici caratteristici dello strumento sono la ricchezza di armonici, il riverbero e la prominenza dell'intervallo di terza minore. A partire da Jef Denyn, padre della scuola di Malines, è nata una tecnica virtuosistica per lo strumento che ha assorbito le caratteristiche idiomatiche della musica del Romanticismo, con passaggi veloci, grande contrasto sonoro e lo sviluppo di una tecnica per il tremolo. Tra i principali esponenti della scuola belga vi furono Benoit Franssen, Jef van Hoof, Jos Lerinckx, Staf Nees e Jef Rottiers. La produzione dei Paesi Bassi ha invece un approccio meno romantico e più aperto a innovazioni non tonali dello stile musicale, come la scala alternata o le scale modali. Tra i principali autori olandesi vi furono Leen't Hart e Henk Badings.
La musica statunitense è stata influenzata dalla differenza tecnica degli strumenti in uso nel continente americano, carillon pesanti e sonori, spesso di produzione inglese o prodotti localmente in stile inglese. La produzione di autori come Ronald Barnes, Roy Hamlin Johnson, Gary White e Albert Gerken si caratterizza per il minimalismo e l'uso di effetti impressionistici. Il carillon è stato oggetto d'interesse anche per i grandi compositori atonali statunitensi, come John Cage e Daan Manneke.
Il carillon, per via della sua notevole potenza sonora, mal si presta ad essere abbinato ad altri strumenti tradizionali. Sono state composte alcune musiche originali e arrangiamenti di repertorio sinfonico per carillon a quattro mani, ma per quanto riguarda l'abbinamento ad altri strumenti si ha solo dalla fine del XX secolo, in composizioni contemporanee insieme a strumenti elettronici oppure in abbinamento a ottoni (sovente impiegando carillon mobili).

## Storia

### Nascita ed evoluzione tecnica del carillon (XVI-XVIII secolo)

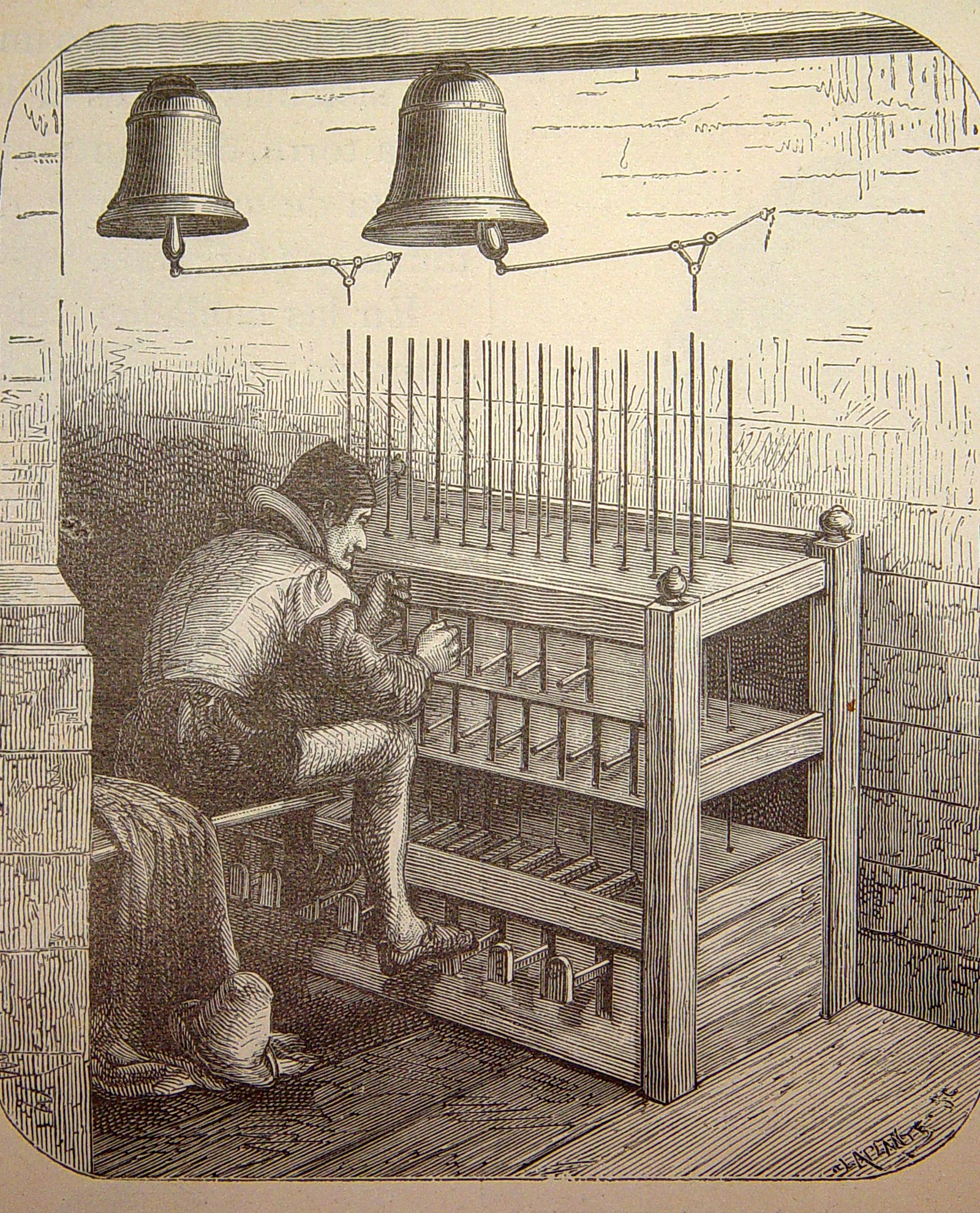
Illustrazione in un testo del XIX secolo

Nel medioevo le campane erano usate come strumenti di segnalazione cittadina, per comunicare attacchi, funzioni religiose o eventi. Nel XVI secolo nei Paesi Bassi si è iniziato a far uso delle campane in un contesto musicale vero e proprio. Il primo carillon è stato costruito nel 1510 nelle Fiandre, nel Municipio di Oudenaarde. Nel periodo immediatamente seguente i carillon, allora prodotti principalmente a Malines dalle fonderie Waghevens e van den Ghein, si sono diffusi rapidamente nei Paesi Bassi grazie al miglioramento tecnologico dei meccanismi di controllo, stimolato anche dalla competizione fra le varie città. La costruzione di un carillon richiedeva infatti la collaborazione di un orologiaio per la meccanica, una fonderia per la realizzazione delle campane e artigiani locali per la realizzazione delle componenti che collegavano le varie parti fra loro.
I primi carillon risentivano dei limiti nella tecnica d'intonazione delle campane, e di solito non superavano le due ottave diatoniche di estensione. Tali limiti sono stati superati solo intorno al 1640, grazie a notevoli innovazioni introdotte dalla collaborazione fra la fonderia di Pieter e François Hemony e il celebre musicista Jacob van Eyck. Essi hanno infatti messo a punto una tecnica d'intonazione che permetteva di raggiungere una precisione senza precedenti, correggendo la nota tramite la rimozione di piccole porzioni di metallo dalla superficie interna della campana. La loro fonderia ha prodotto 51 carillon, molti dei quali sopravvivono tuttora intatti nei Paesi Bassi. Nel secolo successivo il centro principale di produzione di carillon si è spostato a Lovanio, dove sorgevano le fonderie di Andreas Jozef Vanden Gheyn.
Nel XVII secolo i carillon erano molto diffusi nei Paesi Bassi, mentre nei restanti paesi europei lo strumento era ancora poco più che una curiosità e solo pochi esemplari sono stati realizzati, principalmente a seguito di contatti con i Paesi Bassi.
Il numero di campane è cresciuto gradualmente fino a 40 nel corso del XVII e XVIII secolo, coprendo tre ottave di estensione tipicamente con accordatura su un temperamento mesotonico, permettendo maggiore espressività musicale. In quel periodo la figura del carillonneur è diventata un musicista a tutti gli effetti, ben istruito in fatto di teoria musicale e soggetto a severe selezioni per ricoprire gli incarichi di lavoro nelle realtà cittadine. All'epoca infatti i municipi erano solitamente muniti di grossi carillon, mentre strumenti più piccoli sono stati gradualmente installati nelle chiese e nelle abbazie, e venivano suonati tra le quattro e le otto volte l'ora per scandire il tempo. Oltre l'esecuzione ordinaria, il carillonneur doveva occuparsi periodicamente nel corso dell'anno della manutenzione dei battenti.

### Declino (fine del XVIII secolo - inizio del XIX secolo)

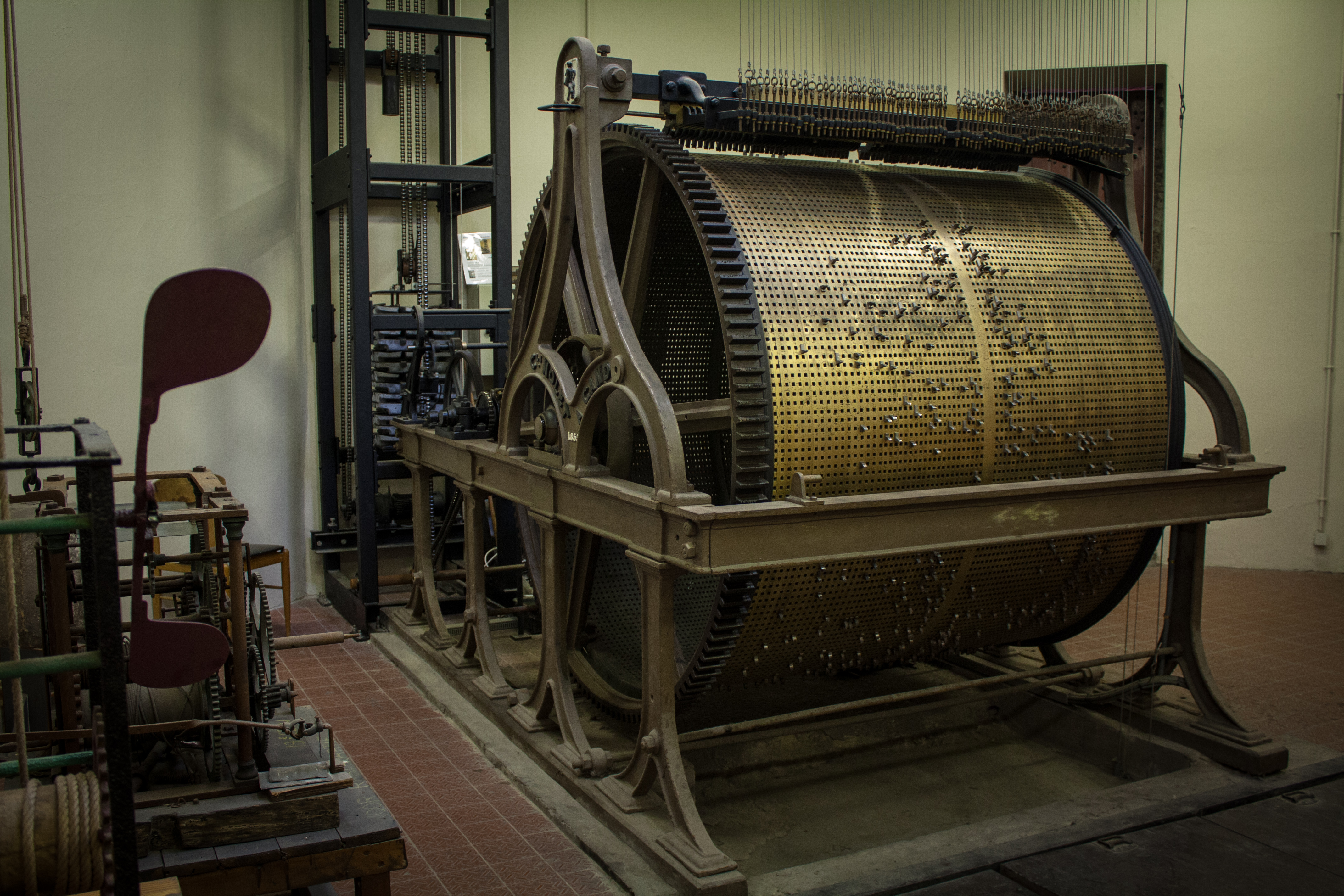
Meccanismo per l'esecuzione di musica in automatico nel carillon del Beffroi di Gand (Belgio)

Con il termine del XVIII secolo si assistette al declino dell'arte del carillon, per motivi geopolitici, tecnologici e sociali. L'aspetto geopolitico è legato all'occupazione francese dei Paesi Bassi, a seguito della quale molti strumenti sono stati trafugati e nel contempo è andata persa l'arte di realizzare campane di alta qualità e buona intonazione, i cui segreti costruttivi erano di fatto gelosamente custoditi da poche famiglie di artigiani. L'aspetto tecnologico è legato allo sviluppo dell'orologeria, che ha portato alla diffusione di orologi portatili e di conseguenza alla perdita d'importanza funzionale del carillon come servizio pubblico per la scansione del tempo; nonostante ciò, in molte città la figura del carillonneur si è comunque conservata. L'aspetto sociale è legato al fatto che tra la fine del XVIII e l'inizio del XIX secolo si ha l'inizio di una graduale perdita d'importanza della musica sacra e in parallelo nasce la musica colta come realtà culturale borghese, nella quale uno strumento come il carillon, ingombrante e spesso installato in luoghi sacri, non trovava spazio.
Nella seconda metà del XIX secolo, analogamente a quanto fatto con gli organi, sono stati sperimentati nuovi meccanismi di trasmissione pneumatica o elettrica, per munire i carillon di una comune tastiera da pianoforte, che però hanno incontrato scarso successo nel contesto artistico perché, benché rendessero più agevole il controllo delle campane, erano molto più poveri musicalmente per via della mancanza di sensibilità alla dinamica sonora.

### Rinascita (fine del XIX secolo)

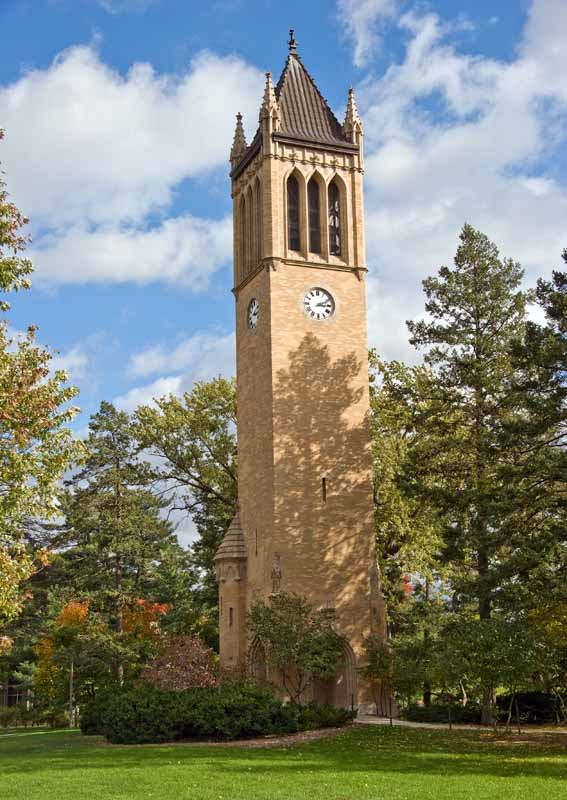
Torre campanaria dell'Università statale dell'Iowa, contenente il MacDonald Stanton Memorial Carillon

Solo verso la fine del secolo il carillon ha iniziato a tornare in auge, in relazione alla figura cruciale di Jef Denyn, virtuoso carillonneur di Malines che teneva concerti con cadenza settimanale. Denyn ha sviluppato migliorie alla meccanica che permisero di rendere lo strumento adatto al virtuosismo, mentre al contempo in terra inglese sono state riscoperte le tecniche per l'intonazione di precisione delle campane.
A differenza dei Paesi Bassi, in Inghilterra non si è mai affermato l'uso delle campane come strumenti musicali, ma erano tuttavia diffusi meccanismi automatici per suonare (chiamati change ringing), impiegando campane molto corte (e quindi spesso di scarsa qualità acustica) in quanto richiedevano di far oscillare la campana stessa. Il canonico inglese Arthur Simpson si è interessato al problema dell'acustica delle campane, pubblicando due articoli sulla Pall Mall Gazette nei quali proponeva una tecnica a cinque punti d'intonazione per migliorare nettamente la qualità acustica. Le idee di Simpson, circolate sotto forma di pamphlet, sono state messe in pratica dalle fonderie inglesi permettendo la produzione di strumenti di grandi dimensioni ed eccezionale qualità.
La fonderia John Taylor & Co è riuscita nel 1904 a costruire un carillon intonato su un temperamento equabile, e le fonderie inglesi hanno iniziato a produrre campane su commissione dai Paesi Bassi. Il primo set di campane intonate con il sistema Simpson, forgiate dalla fonderia Taylor, sono state installate ad Ames, nell'Iowa, e tuttora quelle dieci campane sono il nucleo storico del carillon della Università statale dell'Iowa. Al termine del primo conflitto mondiale la tecnologia campanara ha raggiunto gli Stati Uniti d'America, dove ha attecchito una cultura autonoma dello strumento nella quale il carillon trova posto in istituzioni come università, chiese e parchi, spesso come solenne memoriale. Nel 1922 è stata fondata la Koninklijke Beiaardschool Jef Denyn (scuola reale di carillon di Malines), che ha permesso di tramandare in maniera istituzionalizzata la tecnica musicale di Denyn.
Nel corso della seconda guerra mondiale 46 dei 213 carillon allora presenti in territorio europeo sono stati distrutti, e alcune campane sono state requisite ad uso scientifico; questo ha comportato una espansione del mercato, soprattutto nei Paesi Bassi, dove le fonderie hanno ricevuto una grande quantità di commissioni per campane di alta qualità. In parallelo sono nate diverse scuole per carillonneur, tra le quali quelle di Amersfoort, Douai e Løgumkloster, mentre in diverse università statunitensi erano presenti cattedre per l'insegnamento del carillon. Al 1998 erano censiti oltre seicento carillon nel mondo, dei quali 177 nei Paesi Bassi, 150 negli Stati Uniti, 88 in Belgio, 52 in Francia, 32 in Germania, 21 in Danimarca e 5 in Repubblica Ceca.